# Cratere Frida
Frida  è un cratere sulla superficie di Venere.